# بسترپ (لوئیزیانا)
بسترپ (به انگلیسی: Bastrop) شهری در ایالت لوئیزیانا کشور ایالات متحده آمریکا است که جمعیت آن در سرشماری سال ۲۰۱۰ میلادی، ۱۱٬۳۶۵ نفر بوده‌است.

## نگارخانه

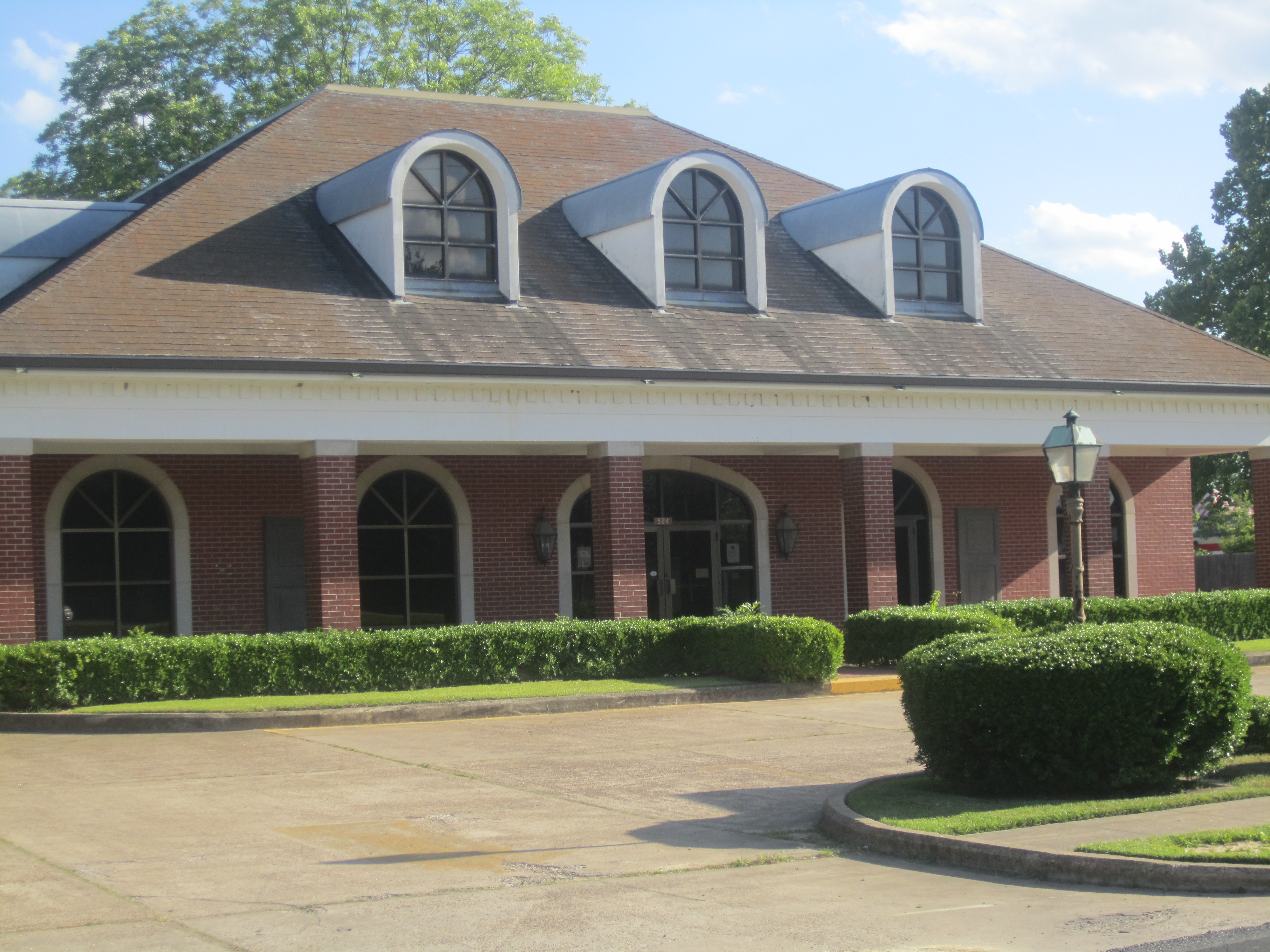
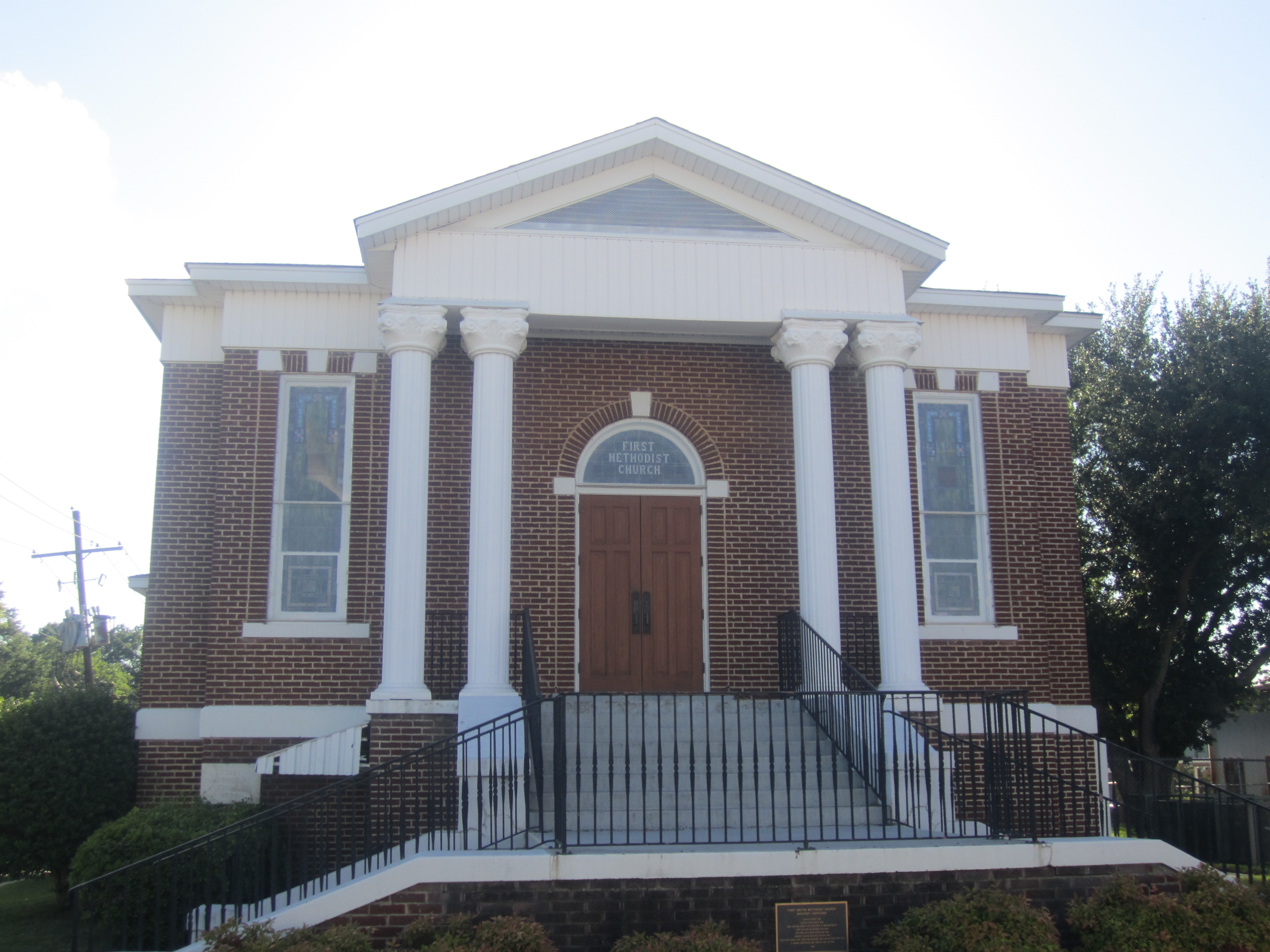
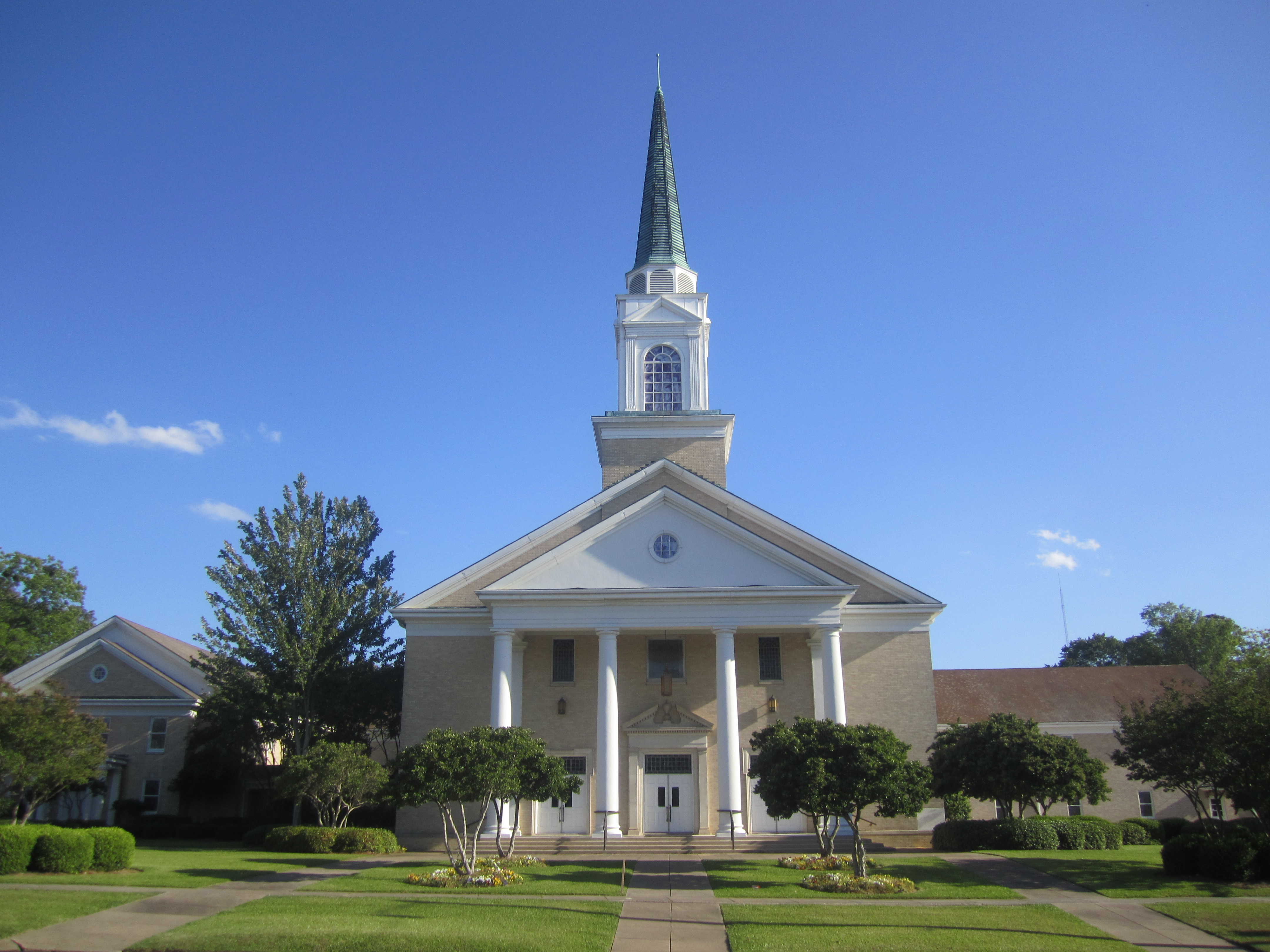
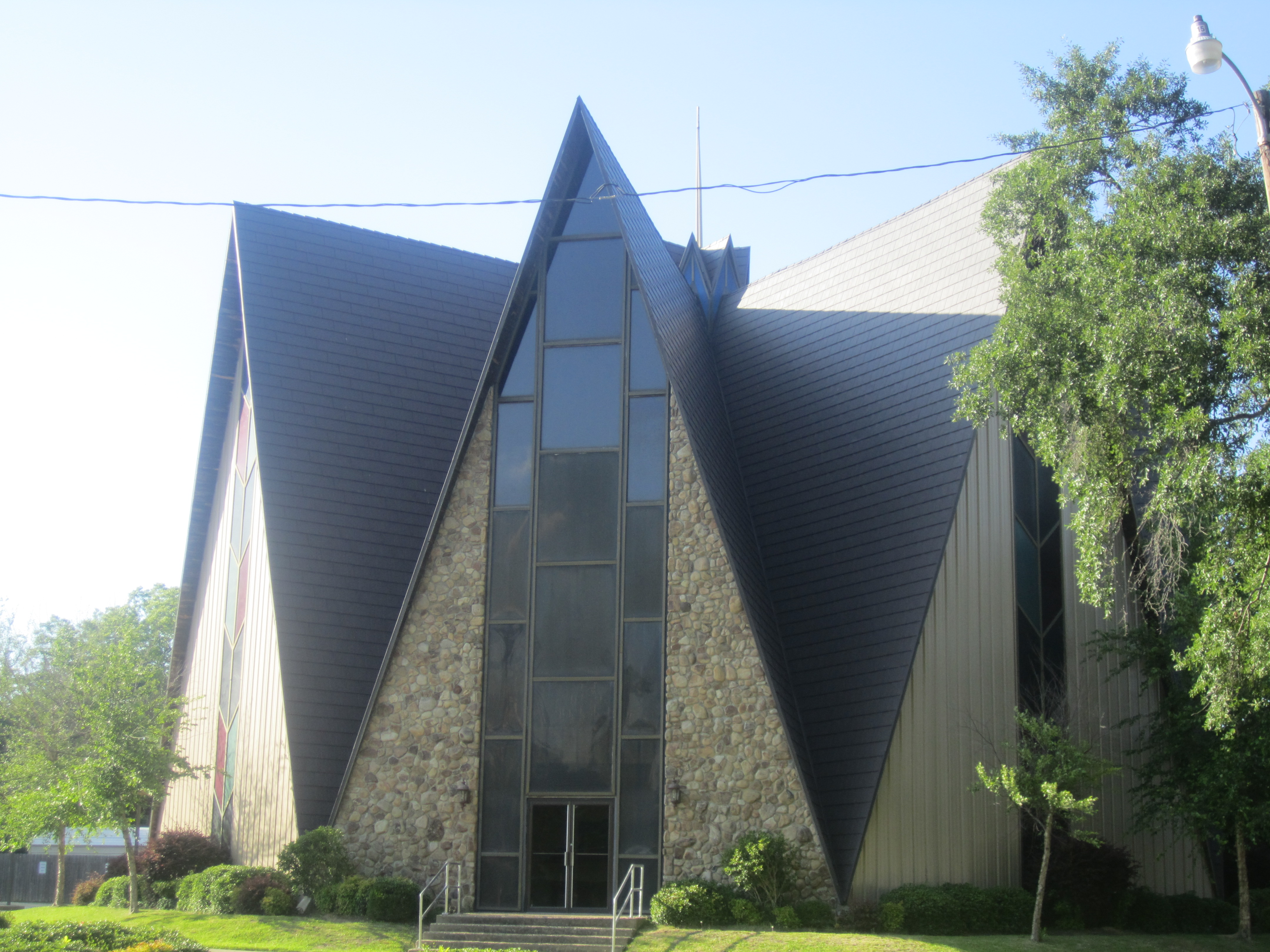
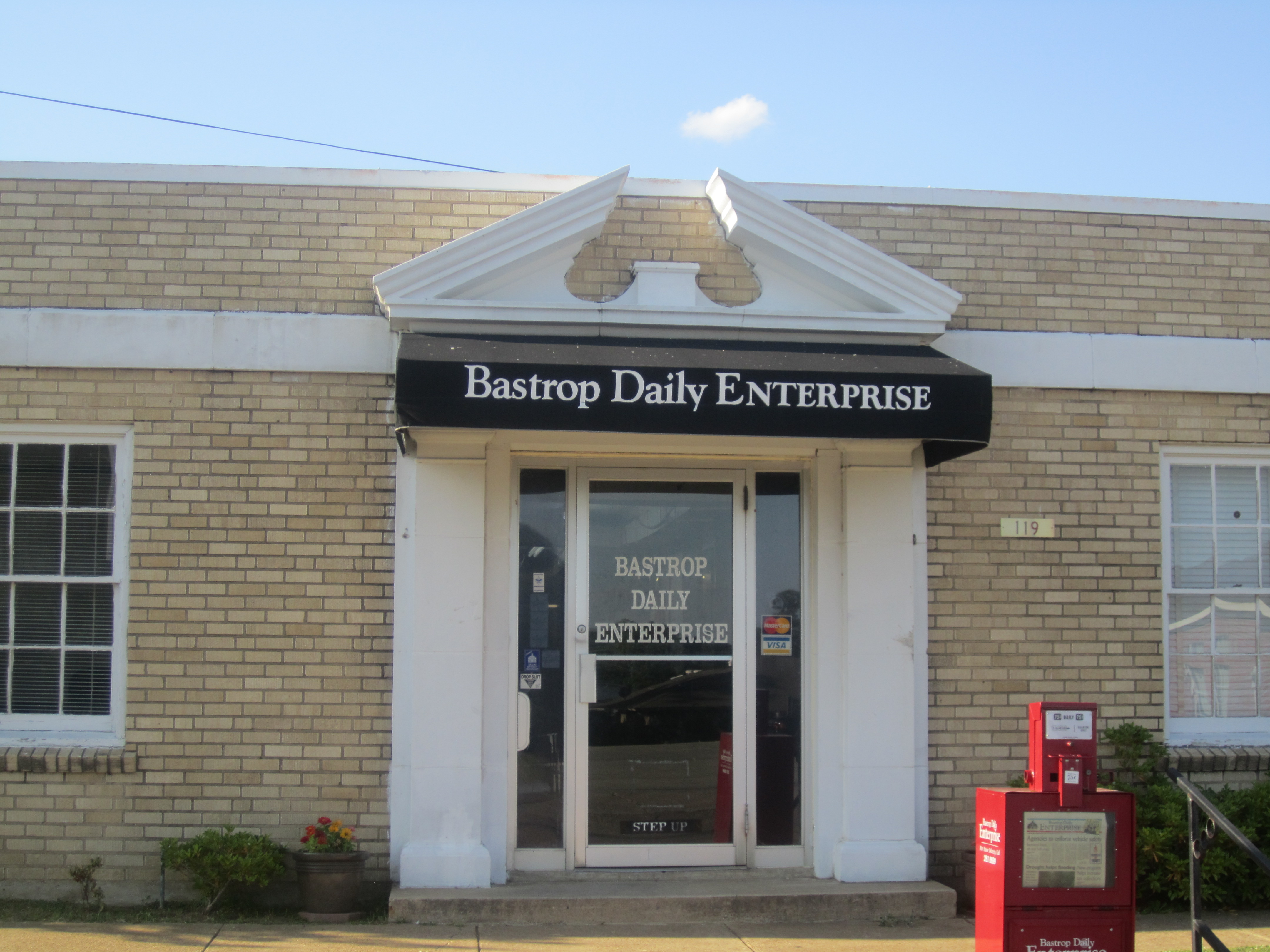
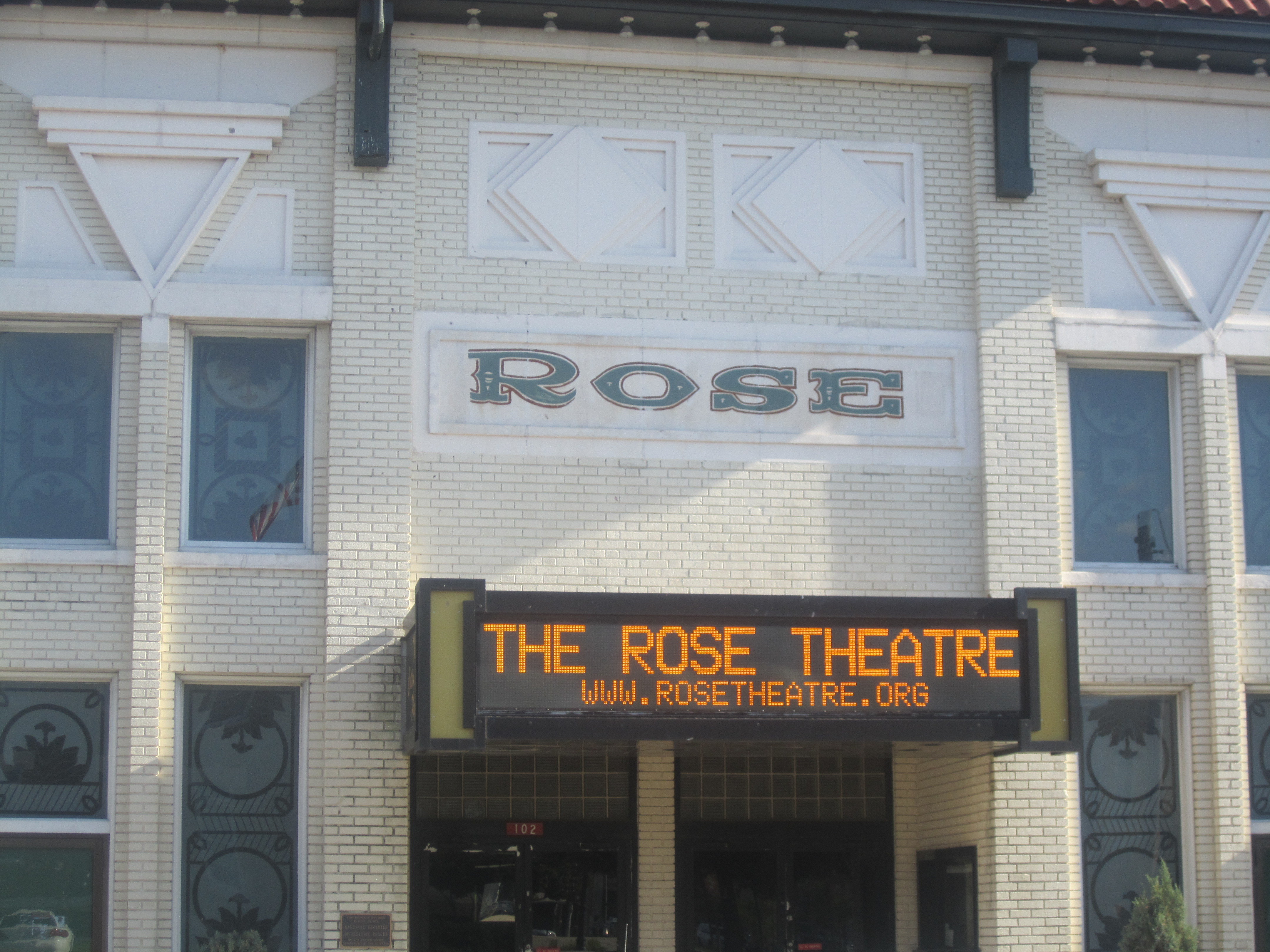
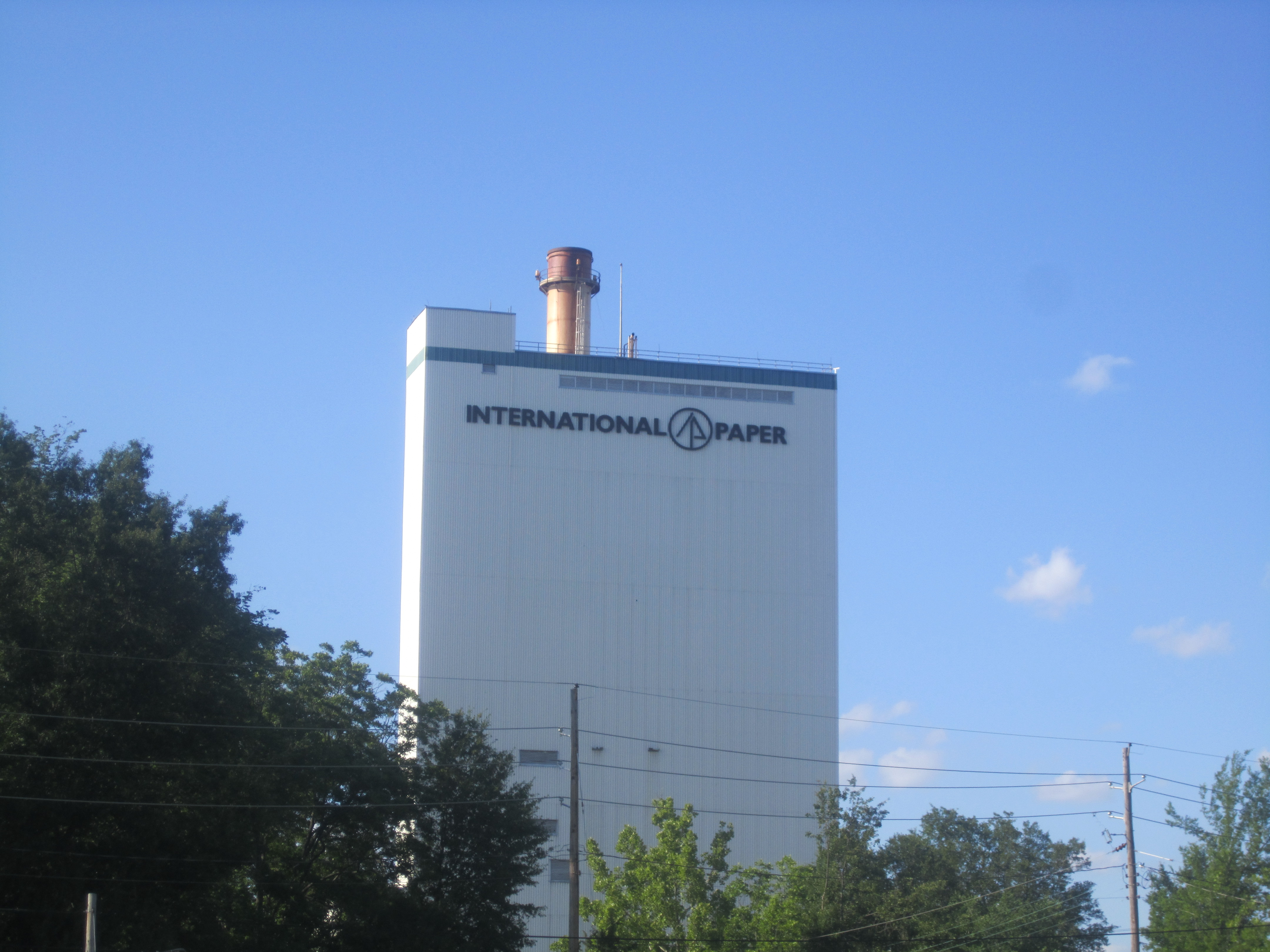
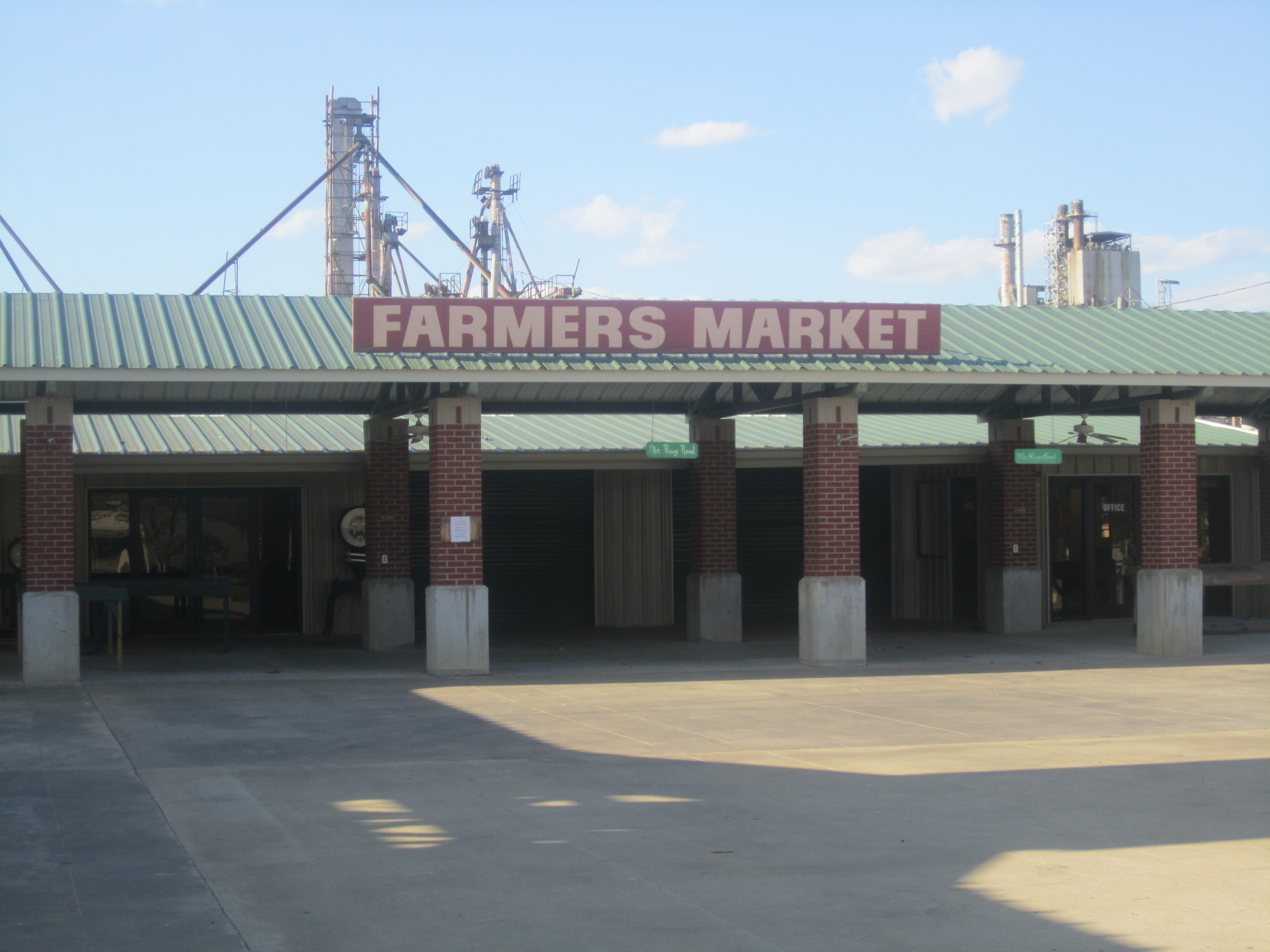
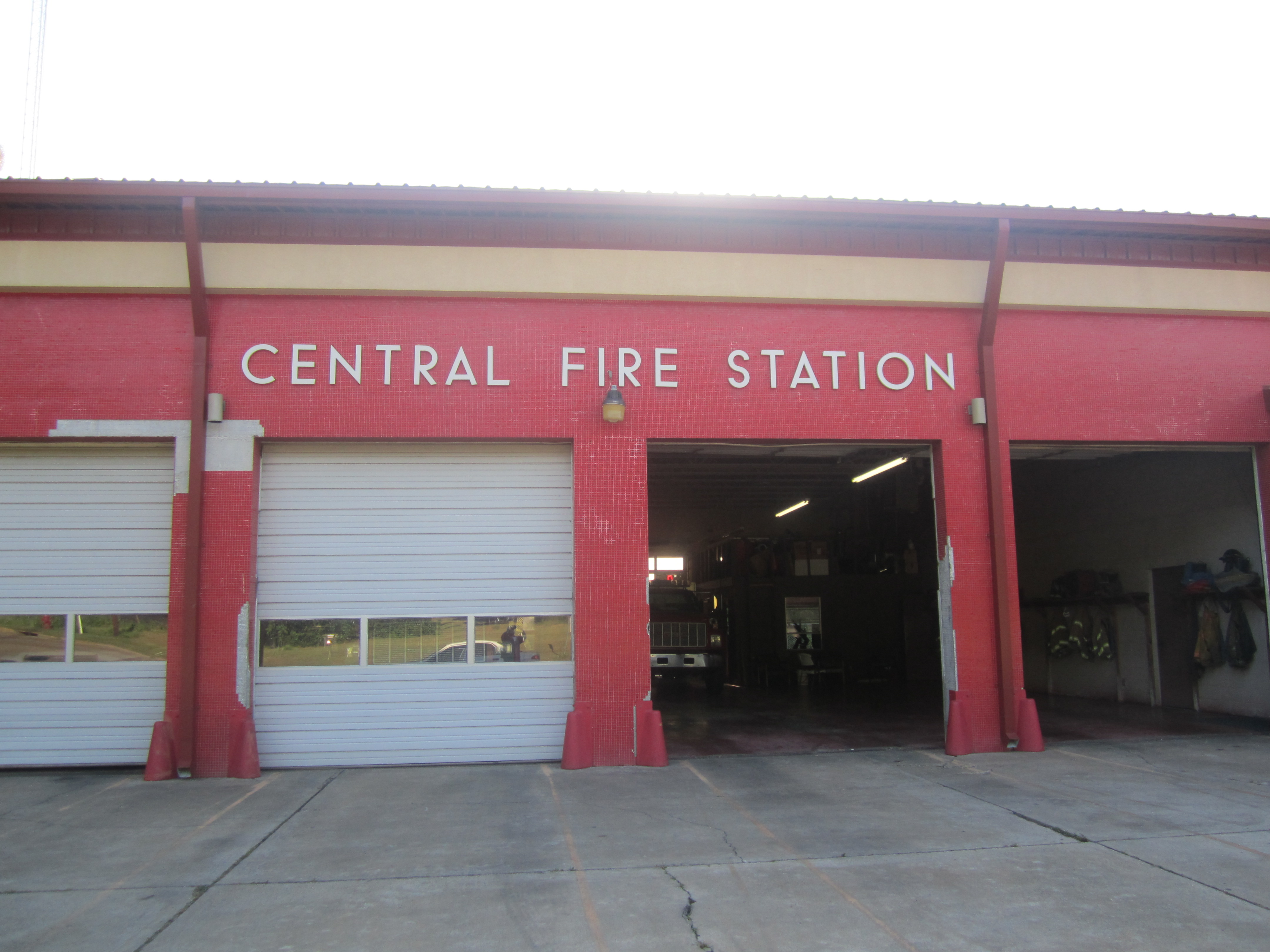
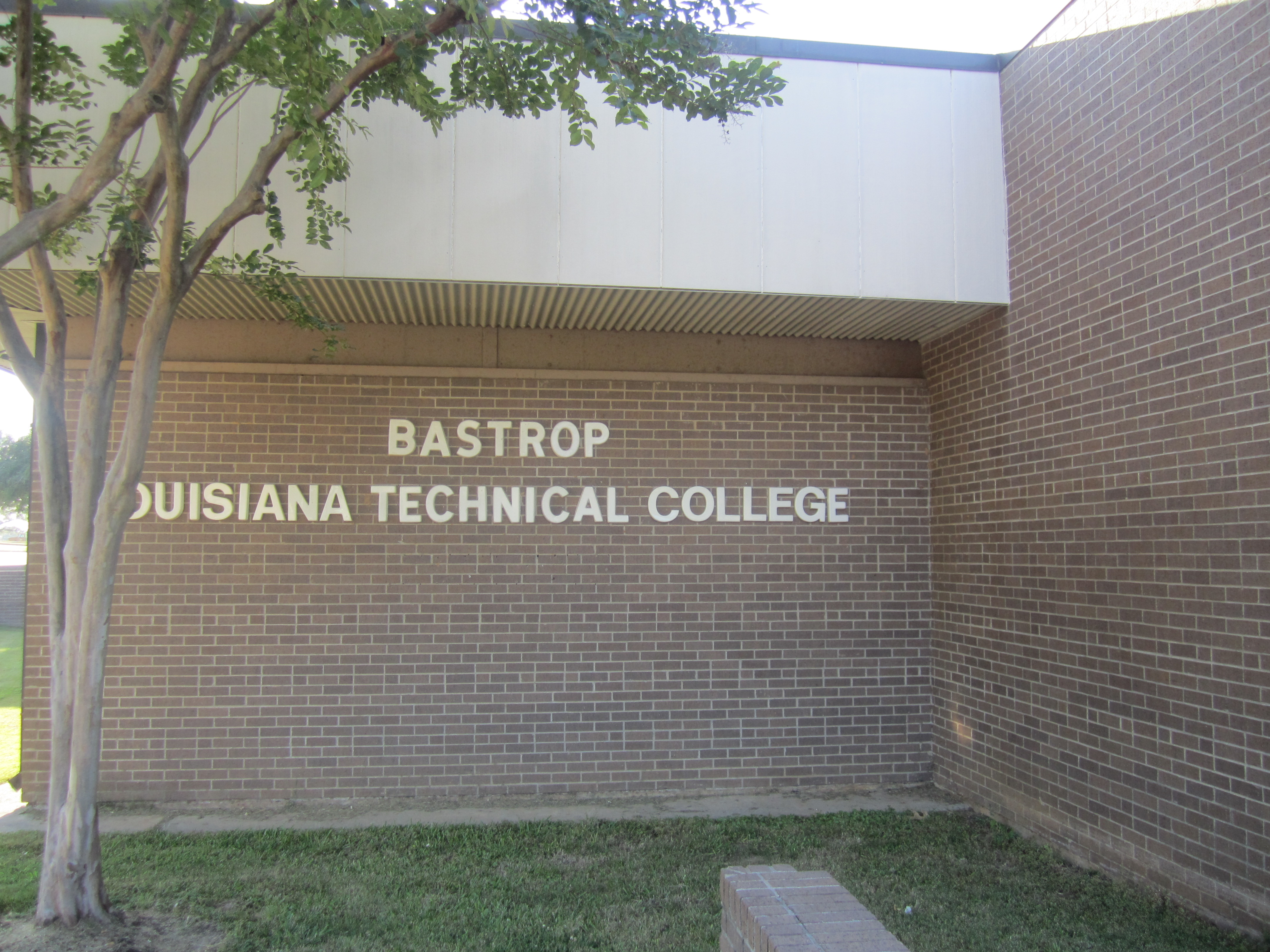